# 노다성
노다성(일본어: 野田城)은 아이치현 신시로시에 있는 연곽식 평산성이다. 이명으로 네고야 성(根古屋城)이 있으며, 가이의 센고쿠 다이묘 다케다 신겐의 최후의 전투가 있었던 곳이기도 하다.

## 역사

### 센고쿠 시대
1508년 스기누마 사다노리가 축성했다고 한다. 이후 3대 스기누마 가문의 거성이었다. 1561년 오케하자마 전투 후, 스루가의 이마가와 가문이 쇠락하자, 성주 스기누마 사다미쓰는 미카와에서 독립한 마쓰다이라 모토야스(후일 도쿠가와 이에야스)측에 가담하였고, 이에 이마가와 가문의 공격을 받아 성을 양도하고 퇴거했다. 하지만, 다음해인 1562년 사다미쓰는 야습을 감행해 성을 탈환하였고, 이 전투에서 이마가와 가문의 수장 이나가키 우지토시는 전사했다. 하지만, 공방전에서 파손이 심해 사다미쓰는 오노다 성을 임시거처로 삼았다.

### 아즈치모모야마 시대
1571년 다케다 가문의 가신 야마가타 마사카게, 오가사와라 노부미네 등의 공격으로 오노다 성이 크게 파손되어 사다미쓰는 공사 중인 노다 성으로 거처를 옮겼다. 1573년 미카타가하라 전투에서 도쿠가와 이에야스를 대파한 다케다 신겐이 노다 성을 포위공격하였고, 이에 사다미쓰는 1개월가량 저항해보지만, 식수난으로 항복했다. 이 전투에서 다케다 신겐은 인부를 동원해 노다 성의 수원을 끊었다고 한다.
1590년 도쿠가와 이에야스가 간토로 이봉되자, 사다미쓰도 이를 따라 이동하였고, 이에야스로부터 고즈케 국 아보 1만석을 받았다. 대신 노다 성은 요시다 성에 입성한 도요토미 히데요시의 가신 이케다 데루마사가 관리했으며, 이 지역에 파견된 데루마사의 가신 가타기리 마사요시가 신시로 성을 지역의 중심으로 삼았기 때문에 노다 성은 폐성되었다.
현재 성터에는 석비와 안내판이 세워져 있으며, 성을 가늠할 수 있는 성루와 우물이 현존해 있다. 하지만, 성터의 북쪽 경사면 골에 건설 잔토가 메워져 있어 문제가 되고 있다.

## 민속자료

#### 전승
다케다 신겐이 노다 성을 포위공격할 때의 일이다. 성에서 들려오는 피리소리에 홀려 있을 때, 수성측 병사에의 총에 저격되었다고 한다. 이 상처가 원인이 되어 사망했다는 전설이 있다. 이는 구로사와 아키라 감독의 영화 《카게무샤》에서도 채용되었다.

## 관광

#### 교통
- JR 도카이 노다조역(野田城駅)에서 도보로 15분 소요.

#### 주변 문화시설 및 관광명소
- 가메야마 성
- 도모에산 산
- 모치즈키 가문의 저택 - 전통주택
- 사쿠라부치 공원

## 같이 보기
- 다케다 신겐
- 도쿠가와 이에야스
- 노다 성 전투